# 特乌托尼亚
特乌托尼亚是巴西南大河州的一个市镇。总面积179.17平方公里，总人口25105人，人口密度140.1人/平方公里。